# Procambridgea cavernicola
Procambridgea cavernicola là một loài nhện trong họ Stiphidiidae.
Loài này thuộc chi Procambridgea. Procambridgea cavernicola được Raymond Robert Forster & Cecil Louis Wilton miêu tả năm 1973.